# Chikkamalalavadi Chathurbaga, Kunigal
Chikkamalalavadi Chathurbaga là một làng thuộc tehsil Kunigal, huyện Tumkur, bang Karnataka, Ấn Độ.